# Igreja de Todos os Santos (Little Staughton)

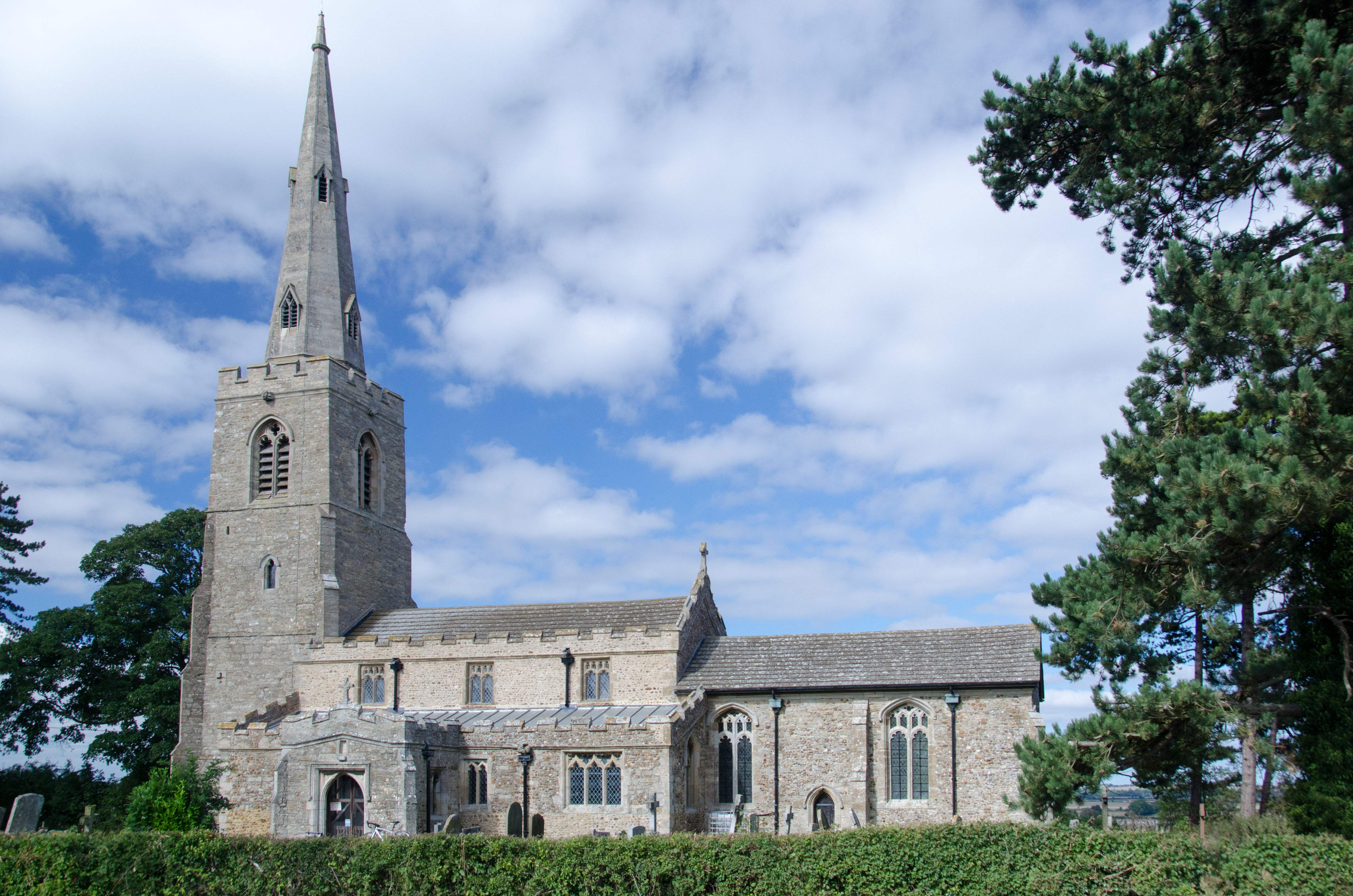
Igreja de Todos os Santos, Little Staughton

A Igreja de Todos os Santos é uma igreja listada como Grau I em Little Staughton, Bedfordshire, Inglaterra. Originalmente conhecida como Igreja de Santa Margarida, foi na sua maioria construída no século XV, com algumas características anteriores. Muitos dos detalhes e muitos dos móveis foram destruídos durante a reforma. A torre foi danificada por um raio em 1900 e restaurada em 1910. A igreja tornou-se um edifício listado em 1964.